# Batman vs. Teenage Mutant Ninja Turtles
Batman vs. Teenage Mutant Ninja Turtles è un film d'animazione del 2019 diretto da Jake Castorena, che funge da crossover tra i personaggi di Batman e delle Tartarughe Ninja. È il primo film realizzato in collaborazione con la Warner Bros. Animation e la Nickelodeon ed è ispirato dalla miniserie a fumetti Batman/Teenage Mutant Ninja Turtles pubblicata tra il 2015 e il 2016.

## Trama
Durante un tour alla Powers Industrial, Barbara Gordon (alias Batgirl) assiste a un potente generatore rubato dai soldati ninja del Clan del Piede e individua anche quattro misteriose e sfuggenti creature durante la rapina, che crede siano metaumani. Informa Bruce Wayne, alias Batman, che combatte il Clan del Piede alla Wayne Enterprises prima che venga affrontato e sconfitto dal loro leader, Shredder. I quattro metaumani di cui Batgirl ha parlato sono in realtà le Tartarughe Ninja (Leonardo, Raffaello, Donatello e Michelangelo), che sono arrivate a Gotham City per sventare i piani del malvagio Shredder e scoprire chi è il suo nuovo, misterioso alleato. Dopo aver difeso la Wayne Enterprises dal Pinguino e i suoi scagnozzi, le Tartarughe incontrano Batman in un vicolo e continuano a combattere mentre entrambe le parti credono inconsapevolmente che l'altro stia lavorando con Shredder. Le tartarughe sono costrette a ritirarsi quando il Cavaliere Oscuro si dimostra sempre di essere più abile ed esperto di loro nel combattimento.
Dopo aver fatto ricerche sul leggendario Batman e le sue posizioni segnalate, Donatello riesce a condurre le Tartarughe nella Batcaverna, dove hanno una breve rissa con Damian Wayne, alias Robin. Dopo l'arrivo di Batman e Batgirl, le tartarughe si presentano e offrono la loro assistenza alla Batman Family quando si rendono conto di avere lo stesso obiettivo. Robin rivela al gruppo che Shredder e il Clan del Piede stanno lavorando con Ra's al Ghul e la Lega degli assassini. In cambio dell'uso del Pozzo di Lazzaro, che prolunga la vita di chiunque vi si bagni, Shredder e i suoi soldati aiutano Ra's a costruire una macchina che trasformerà tutti a Gotham nei folli mutanti usando una miscela di mutageno della TCRI e il veleno del Joker. Shredder e Ra's irrompono al manicomio di Arkham, dando al folle criminale un fusto di mutageno in cambio della formula del suo veleno.
La Batman Family e le tartarughe vengono avvisate di un incidente nel manicomio di Arkham dal commissario Gordon, dove scoprono che il Joker ha usato il mutageno per trasformare tutti i nemici più pericolosi di Batman e se stesso (Harley Quinn diventa una iena, Mr. Freeze un orso polare, Poison Ivy una pianta carnivora umanoide, Due Facce un gatto bicefalo, lo Spaventapasseri un corvo, Bane un giaguaro e lo stesso Joker un cobra bianco). Gli eroi affrontano i supercriminali mutati e durante la lotta Mr. Freeze immobilizza il giustiziere mascherato con la pistola congelante, così il Joker inietta a Batman la combinazione di mutageno e veleno esilarante che lo fa trasformare in un folle pipistrello mutante. Dopo aver sconfitto il Joker e gli altri supercriminali, i protagonisti usano il retro-mutageno creato da Batgirl e Donatello per chi ne entra in contatto entro 24 ore, ma si rendono conto che questa è stata una distrazione per Shredder e Ra's al Ghul per acquisire il diffusore della Wayne Enterprises.
Mentre Batman si riprende nella Batcaverna (dove solo Michelangelo è  l'unico a non aver capito la vera identità del vigilante), le due squadre scoprono che i loro nemici stanno lanciando la loro macchina nello stabilimento dell'Ace Chemicals. Batman inizialmente ordina alle Tartarughe di lasciare Gotham a causa della loro impulsività, ma Raffaello lo convince che stanno meglio se uniscono le forze e che possono imparare dai loro errori.
Mentre i due gruppi avanzano verso la fabbrica dell'Ace Chemicals, sconfiggono la maggior parte delle forze del Clan del Piede e della Lega degli Assassini, trasformati in ibridi animali che neutralizzano grazie al retro-mutageno, prima di affrontare i loro due leader. Leonardo sconfigge Ra's al Ghul, Batman sconfigge Shredder (grazie all'intervento di Raffaello), Batgirl sconfigge alcuni scagnozzi, Robin sconfigge facilmente il dottor Baxter Stockman, e Donatello e Michelangelo, distruggono la macchina prima che si attivi. I detriti dell'esplosione che ne segue fanno cadere Shredder in una vasca di veleno del Joker: il macchinario esplode, distruggendo la fabbrica. Prima che le tartarughe lascino Gotham per ritornare dal loro maestro topo Splinter, Batman accoglie loro e la Batman Family a festeggiare il trionfo con un pizza party.
In una scena dopo i titoli di coda, viene rivelato che Shredder è di nuovo sopravvissuto all'esplosione della fabbrica; ma ora somiglia fortemente al Joker, dopo essere caduto nel suo stesso veleno che inizia a ridere in modo maniacale.

## Accoglienza
Batman vs Teenager Mutant Ninja Turtles ha avuto recensioni positive.
Su Rotten Tomatoes, il film ha una valutazione di approvazione del 100%, basata su 12 recensioni, con una valutazione media di 7,3/10.

## Riconoscimenti
- 2019[2] - Global Music Awards
  - Medaglia d'Oro per la colonna sonora a Kevin Riepl
- 2020 - Golden Reel Awards
  - Candidatura per il miglior montaggio sonoro in un lungometraggio d'animazione